# Filtro (software)
Un filtro software è un programma che trasforma dati in base a criteri predeterminati.
Tra i programmi di tipo filtro esistono dei software in grado di selezionare pagine su Internet in base ad alcuni criteri. Un'applicazione pratica è il filtro famiglia (o sistema di parental control) che permette di evitare l'esposizione dei bambini a contenuti potenzialmente pericolosi. 
Questi sistemi sono adoperati anche da molte aziende per limitare l'accesso dei propri dipendenti a siti non funzionali all'attività professionale (scommesse, pornografia, giochi, ecc.).
Altri tipi di filtro possono essere impiantati nei videogiochi, dove la loro presenza evita a colui che gioca di vedere scene violente, che potrebbero deviarlo dal suo normale comportamento.